# Aka flyrock
aka flyrock – album polskiej grupy RSC, wydany w 2008 roku, nakładem wydawnictwa Lynx Music.

## Lista utworów
1. „Rudy38” – 9:40
2. „Nurek” – 6:19
3. „Zygmuntowska” – 7:22
4. „A dziś na przedmieściach” – 5:13
5. „RSC” – 6:29
6. „Biały anioł nostalgii gra w Kaprysie” – 4:00
7. „Towarzysz Pergamin” – 5:02
8. „Fazi nasz korespondent w Ameryce” – 7:50
9. „Największy enterpreuner świata” – 6:28
10. „Niczego więcej” – 5:07

teledysk
„Niczego więcej” – wykorzystano fragmenty filmu Pilot. produkcja: Waldemar Lenkowski i YES Film Production. Autorzy zdjęć: Szymon Lenkowski i Sławek Bergański.

## Autorzy
- Wiktor Kucaj – instrumenty klawiszowe, sample
- Zbigniew Działa – śpiew, gitary

gościnnie
- Waldemar Rzeszut – gitary
- Marcin Pecel – gitary

Teksty piosenek i muzyka: Zbigniew Działa i Wiktor Kucaj.